# Kościół Ducha Świętego w Opolu-Winowie
Kościół Ducha Świętego – rzymskokatolicki kościół parafialny położony przy ulicy Ogrodowej 7 w Winowie. Świątynia należy do parafii Ducha Świętego w Winowie w dekanacie Prószków, diecezji opolskiej.

## Historia kościoła

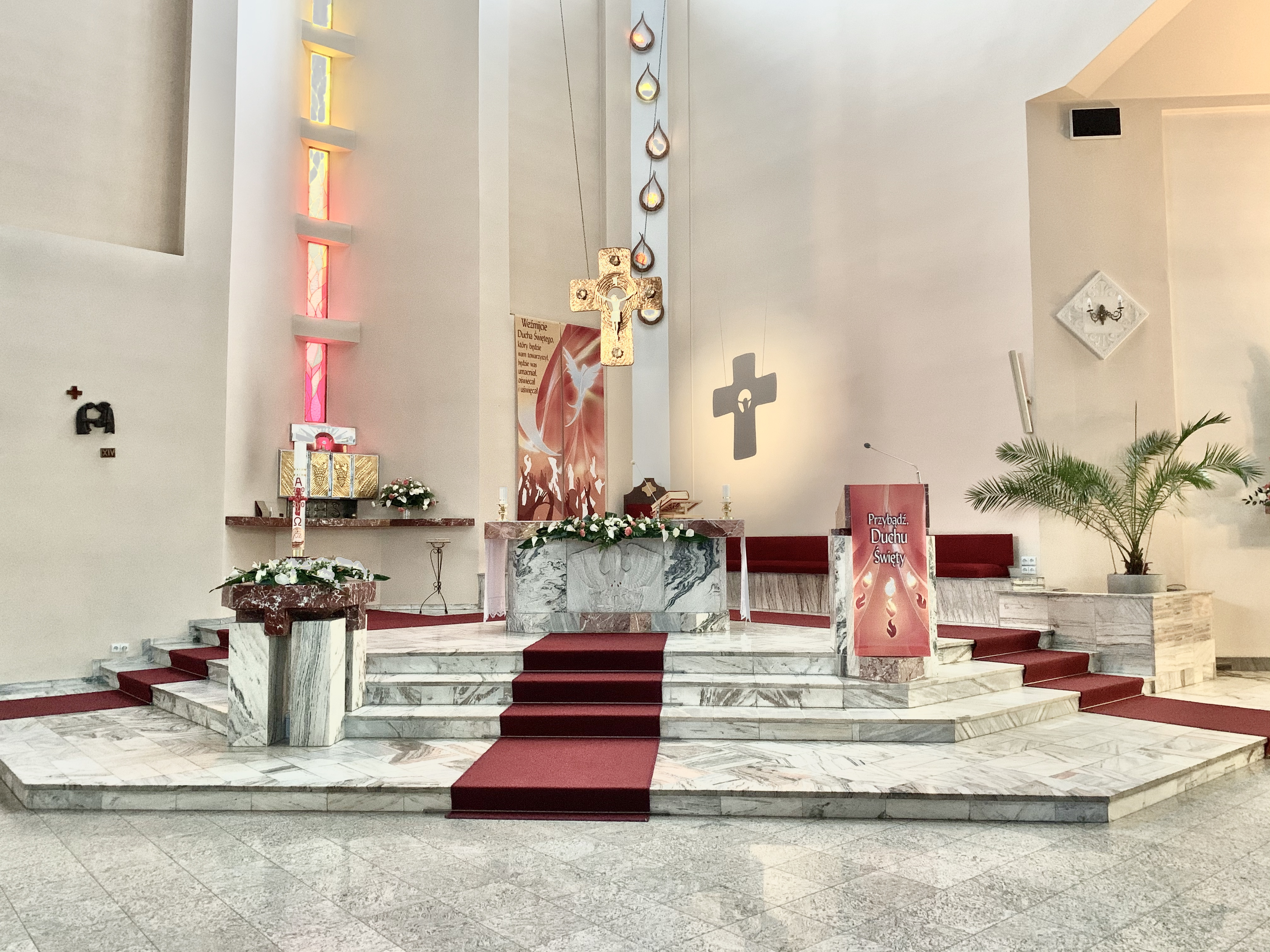
Prezbiterium kościoła

W latach 1983–1987, staraniem ks. H. Skomudka, wybudowany został kościół parafialny. 24 października 1998 roku symbol Ducha świętego został poświęcony i umieszczony w kościele. Uroczystej Mszy św. przewodniczył biskup pomocniczy diecezji opolskiej Rudolf Pierskała. W kościele znajduje się duży obraz bł. Alojzego Ligudy.
Na wieży kościoła wiszą trzy dzwony. Dwa mniejsze zostały odlane w ludwisarni Wacława i Tadeusza Felczyńskiego, z przeznaczeniem dla tego kościoła, największy natomiast został sprowadzony w 1978 roku z Nysy. Noszą imiona: Duch Święty, Piotr i św. Jakub Apostoł. Ważą ok. 150, 300 i 550 kg i mają tony e" (-), c" (-) i g' (+).